# Jurinella profusa
Jurinella profusa là một loài ruồi trong họ Tachinidae.